# 1655

## أحداث
- 14 ديسمبر: تأسيس مدينة جوندياي وتقع حاليا في البرازيل.
- 28 ماي - الخضر غيلان يحاصر الإسبان في مدينة العرائش.

## مواليد
- يوهان كريستوف دينر
- بطرس التولاوي

## وفيات
- إنوسنت العاشر
- قاسندي
- جواد بن سعد الكاظمي
- أرنولد مولر، رياضياتي ألماني.